# بورگوززیا
بورگوززیا (به ایتالیایی: Borgosesia) یک کومونه در ایتالیا است که در استان ورسلی واقع شده‌است.

## خصوصیات
بورگوززیا ۴۰٫۶ کیلومترمربع مساحت و ۱۳٬۴۷۳ نفر جمعیت دارد و ۳۵۴ متر بالاتر از سطح دریا واقع شده‌است.